# Matteo Urzia
Matteo Urzia (Roma, 2 settembre 1989) è un attore italiano.

## Biografia
Nato a Roma il 2 settembre 1989, debutta giovanissimo nel cinema con il film Hotel paura (1996), regia di Renato De Maria. Successivamente recita soprattutto in televisione in numerose fiction TV, tra cui: la miniserie TV Costanza, regia di Gianluigi Calderone, le due stagioni della miniserie Valeria medico legale, e le serie TV Orgoglio e Distretto di Polizia.
Nel 2006 interpreta il ruolo di Roberto Martinelli in Notte prima degli esami di Fausto Brizzi. L'anno successivo è Samuele in Cemento armato, opera prima di Marco Martani. Nel 2008 ritorna sul piccolo schermo con la miniserie TV di Canale 5, Anna e i cinque, regia di Monica Vullo, con Sabrina Ferilli e Pierre Cosso. Nello stesso anno gira i film Questo piccolo grande amore, regia di Riccardo Donna, e Ex, regia di Fausto Brizzi, entrambi nelle sale nel 2009.
Nel 2010 è sul piccolo schermo con la miniserie televisiva Sant'Agostino, dove interpreta il ruolo del santo da giovane.

## Teatro
- Nelson un re senza casa, regia di Lajla Iuri (1997)
- Lungotevere sorride e s'incanta, regia di Lajla Iuri (2006)
- Non solo canzoni, regia di Lajla Iuri (2007)

## Filmografia

### Cinema
- Hotel paura, regia di Renato De Maria  (1996)
- Apri gli occhi e... sogna, regia di Rosario Errico (2002)
- Un mondo d'amore, regia di Aurelio Grimaldi (2003)
- Uomini & donne, amori & bugie, regia di Eleonora Giorgi (2003)
- Maria si, regia di Piero Livi (2004)
- Stasera lo faccio, regia di Roberta Orlandi e Alessio Torresi Gelsini (2005)
- Notte prima degli esami, regia di Fausto Brizzi (2006)
- Cemento armato, opera prima di Marco Martani (2007)
- Ex, regia di Fausto Brizzi (2008)
- Questo piccolo grande amore, regia di Riccardo Donna (2009)
- Femmine contro maschi, regia di Fausto Brizzi (2011)
- Balla con noi, regia di Cinzia Bomoll (2011)
- Com'è bello far l'amore, regia di Fausto Brizzi (2012)

### Televisione
- Racket, regia di Luigi Perelli – miniserie TV (1997)
- Il mostro non fa più paura, regia di Gianluigi Calderone (1997)
- Kidnapping - La sfida (Kidnapping - Ein Vater schlägt zurück), regia di Cinzia TH Torrini – film TV (1998)
- Costanza, regia di Gianluigi Calderone – miniserie TV (1998)
- Ombre, regia di Cinzia TH Torrini – miniserie TV (1999)
- Valeria medico legale – serie TV (2000)
- Angelo il custode – serie TV (2001)
- Valeria medico legale 2 – serie TV (2002)
- Provaci ancora prof! – serie TV (2005)
- Io e mamma, regia di Andrea Barzini – miniserie TV (2006)
- Distretto di Polizia 6 – serie TV (2006)
- Orgoglio 3 – serie TV (2006)
- Lo zio d'America 2 – serie TV (2006)
- Donna detective – serie TV (2007)
- Anna e i cinque – serie TV (2008)
- Sant'Agostino, regia di Christian Duguay – miniserie TV (2009) - in Italia in onda nel 2010
- Un caso di coscienza – serie TV, episodio 5X02 (2013)

### Spot pubblicitari
- Original Marines, Fruttolo Neslè, Coca Cola, ed altre